# RIPR
La RIPRNet, acrónimo inglés de Releasable Internet Protocol Router Network (en español, Red de Enrutador de Protocol de Internet Liberable) es una red informática basada en el protocolo TCP/IP para acceso mutuo de autoridades surcoreanas y estadounidenses, de forma análoga a la SIPRNet.
Mientras que SIPRNet es de facto una red TCP/IP de uso general clasificado, RIPR es para información que se puede liberar entre la República de Corea del Sur y los Estados Unidos. En otras palabras, RIPR es una red segura para el uso mutuo de los dos países.